# Sam Palladio
Sam Palladio (nació el 21 de noviembre de 1986 en Pembury, Kent, Inglaterra) es un actor y músico británico.

## Filmografía
- Little Crackers como Joe Strummer (1 episodio, 2010).
- Doctors como Jamie Laker (1 episodio, 2011).
- The Hour como Rockabilly (2 episodios, 2011).
- 7 Lives (2011) como Calvin.
- Cardinal Burns (1 episodio, 2012).
- Episodes como Stoke (7 episodios, 2012, 2014).
- Runner Runner (2013) como Shecky.
- Strange Magic (2015) como Roland (voz).
- Nashville (serie TV) como Gunnar Scott (116 episodios, 2012, 2018).
- Humans (serie TV) como Ed Hooly (6 episodios, 2016, 2018).
- The Princess Switch (Película de Netflix) como Príncipe Edward (2018).
- The Princess Switch: Switched Again (Película de Netflix) como Príncipe Edward (2020)
- The Princess Switch 3: Romancing the Star (película de Netflix) como Príncipe Edward (2021)